# Acontista chopardi
Acontista chopardi es una especie de mantis del género Acontista, familia Acanthopidae.